# Дулли, Кир
Кир Ду́лли (англ. Keir Dullea /ˈkɪər duːˈleɪ/, род. 30 мая 1936, Кливленд, Огайо) — американский актёр кино и телевидения, наиболее известный по роли астронавта Дэйва Боумена в фильме «Космическая одиссея 2001 года», а также в сиквеле этой ленты «2010: год вступления в контакт».

## Биография
Кир Дулли родился 30 мая 1936 года в городе Кливленд (штат Огайо, США). С 1960 года начал сниматься для телевидения, а вскоре и для широкого экрана, и по состоянию на сентябрь 2019 года он снялся в 86 кино- и телефильмах и телесериалах.
Кир Дулли был женат четыре раза, детей нет:
1. Актриса театра, кино и телевидения Марго Беннетт[англ.] (род. 1935). Брак продолжался с 22 августа 1960 года по 1968 год, развод.
2. Сьюзан Шлосс Лессанс. Брак продолжался с 1969 по 1970 год, развод.
3. Малоизвестная актриса кино и телевидения Сьюзан Фуллер (1939—1998). Брак продолжался с июня 1972 года по 5 января 1998 года, смерть жены. В этом браке у Дулли было две падчерицы[4].
4. Актриса театра, кино и телевидения Миа Диллон[англ.] (род. 1955). Брак продолжается с 22 мая 1999 года. На момент свадьбы актёру было 63 года, актрисе — 44 года.

## Награды и номинации
С полным списком кинематографических наград Кира Дулли можно ознакомиться на сайте IMDB Архивная копия от 20 декабря 2018 на Wayback Machine
1964 — BAFTA в категории «Самый многообещающий дебют в главной роли» за исполнение роли в фильме «Дэвид и Лиза».

## Избранная фильмография
- 1961 — Священник для преступников / The Hoodlum Priest — Билли Ли Джексон, молодой вор
- 1962 — Дэвид и Лиза[англ.] / David and Lisa — Дэвид Клеменс
- 1965 — Банни Лейк исчезает / Bunny Lake Is Missing — Стивен Лейк
- 1968 — Космическая одиссея 2001 года / 2001: A Space Odyssey — Дейв Боумен
- 1969 — Де Сад[англ.] / De Sade — маркиз де Сад
- 1974 — Чёрное рождество / Black Christmas — Питер Смит
- 1977 — Замкнутый круг / Full Circle — Магнус Лофтинг
- 1984 — Космическая одиссея 2010 / 2010 — Дейв Боумен
- 2000 — История Одри Хепбёрн / The Audrey Hepburn Story — Джозеф Хепберн
- 2008 — Случайный муж / The Accidental Husband — мистер Боленбейкер
- 2014 — Бесконечно белый медведь[англ.] / Infinitely Polar Bear — Мэрриан Стюарт
- 2014 — Космическая станция 76[англ.] / Space Station 76 — мистер Марлоу
- 2016—2018 — Путь / The Path — доктор Стивен Мейер (в 14 эпизодах)
- 2018 — 451 градус по Фаренгейту / Fahrenheit 451 — историк
- 2022 — Halo / Halo — адмирал флота лорд Терренс Худ, высокопоставленный офицер ККОН (в эпизоде Unbound)